# トム・アカーリー
トーマス・フランシス・マイケル・アカーリー（Thomas Francis Michael Ackerley, 1990年6月13日 - ）は、イングランドの映画プロデューサー、俳優、元助監督である。妻のマーゴット・ロビーと共同で製作会社のラッキーチャップ・エンターテインメントを設立した。夫婦はアカデミー賞を受賞した映画『アイ,トーニャ 史上最大のスキャンダル』（2017年）や『プロミシング・ヤング・ウーマン』（2020年）などを製作した。

## 生い立ち
アカーリーは1990年6月にイングランドのサリーで生まれた。3人兄弟の末っ子である彼はイングランドのギルフォードで育った。彼はセント・ジョージ大学ウェイブリッジ校に通った後、ゴダルミング大学に移った。

## キャリア
アカーリーの映画界でのキャリアは映画『ハリー・ポッター』シリーズの最初の3作にエキストラとして出演したところから始まった。その後一時映画から離れた後に彼は『モネ・ゲーム』（2012年）や『ラッシュ/プライドと友情』（2013年）などの製作ランナーとして業界に復帰した。2012年から2016年までの彼は『パレードへようこそ』（2014年）、『フランス組曲』（2014年）、『ギリシャに消えた嘘』（2014年）、『マクベス』（2015年）などで助監督を務めた。
2014年に彼は後に妻となる女優のマーゴット・ロビー、幼馴染のソフィア・カーとジョシー・マクナマラと共同で製作会社のラッキーチャップ・エンターテインメントを設立した。ラッキーチャップでは『アイ,トーニャ 史上最大のスキャンダル』（2017年）、『プロミシング・ヤング・ウーマン』（2020年）、『バービー』（2023年）などを製作している。

## 私生活
2013年にアカーリーは『フランス組曲』の現場でオーストラリア人女優のマーゴット・ロビーと出会い、その2年後に交際を始めた。2人は2016年12月にニューサウスウェールズ州バイロンベイで結婚式を挙げた。2021年時点で夫婦はロサンゼルスに住んでいる。

## 主なフィルモグラフィ

### 映画
| 年   | 日本語題 原題                                                               | 役名/クレジット                  | 備考                 |
| ---- | --------------------------------------------------------------------------- | -------------------------------- | -------------------- |
| 2001 | ハリー・ポッターと賢者の石 Harry Potter and the Philosopher's Stone         | 生徒                             | エキストラ           |
| 2002 | ハリー・ポッターと秘密の部屋 Harry Potter and the Chamber of Secrets        | 生徒                             | エキストラ           |
| 2004 | ハリー・ポッターとアズカバンの囚人 Harry Potter and the Prisoner of Azkaban | 生徒                             | エキストラ           |
| 2011 | 裏切りのサーカス Tinker Tailor Soldier Spy                                  | クラウドランナー                 |                      |
| 2011 | Big Fat Gypsy Gangster                                                      | フロアランナー                   |                      |
| 2012 | 17歳のエンディングノート Now Is Good                                        | フロアランナー                   |                      |
| 2012 | モネ・ゲーム Gambit                                                         | フロアランナー                   |                      |
| 2013 | トランス Trance                                                             | セットプロダクションアシスタント |                      |
| 2013 | ラッシュ/プライドと友情 Rush                                                | ランナー: デイリークルー         |                      |
| 2013 | ラスト・デイズ・オン・マーズ The Last Days on Mars                          | 第3助監督                        |                      |
| 2013 | The Borderlands                                                             | 第1助監督                        |                      |
| 2014 | ギリシャに消えた嘘 The Two Faces of January                                 | 第3助監督                        |                      |
| 2014 | パレードへようこそ Pride                                                    | 第3助監督                        |                      |
| 2014 | エヴァリー Everly                                                           | 第2助監督                        |                      |
| 2015 | フランス組曲 Suite Française                                                | 第3助監督                        |                      |
| 2015 | American Odyssey                                                            | 第3助監督                        | モロッコでの撮影素材 |
| 2015 | Yussef is Complicated                                                       | 第3助監督                        | 短編映画             |
| 2015 | SPOOKS スプークス/MI-5 Spooks: The Greater Good                             | 第3助監督                        |                      |
| 2015 | マクベス Macbeth                                                            | アディショナル第3助監督          |                      |
| 2016 | Grimsby                                                                     | セカンド第2助監督                |                      |
| 2017 | アイ,トーニャ 史上最大のスキャンダル I, Tonya                               | 製作                             |                      |
| 2018 | アニー・イン・ザ・ターミナル Terminal                                       | 製作                             |                      |
| 2019 | ドリームランド Dreamland                                                    | 製作                             |                      |
| 2020 | プロミシング・ヤング・ウーマン Promising Young Woman                        | 製作                             |                      |
| 2021 | The Humming of the Beast                                                    | 製作                             | 短編映画             |
| 2023 | バービー Barbie                                                             | 製作                             |                      |
| 2023 | ボストン・キラー 消えた絞殺魔 Boston Strangler                              | 製作                             |                      |
| 2023 | Saltburn                                                                    | 製作                             |                      |
| 2024 | マイ・オールド・アス 2人のワタシ My Old Ass                                 | 製作                             |                      |
| TBA  | Borderline                                                                  | 製作                             |                      |
| TBA  | Big Thunder Mountain Railroad                                               | 製作                             |                      |

### テレビシリーズ
| 年   | 日本語題 原題                            | クレジット     | 備考                                 |
| ---- | ---------------------------------------- | -------------- | ------------------------------------ |
| 2011 | THE HOUR 裏切りのニュース The Hour       | フロアランナー | 計4話担当                            |
| 2012 | Playhouse Presents                       | 第3助監督      | 第1シリーズ第4話「King of the Teds」 |
| 2014 | ダ・ヴィンチと禁断の謎 Da Vinci's Demons | 第3助監督      | 計2話担当                            |
| 2021 | メイドの手帖 Maid                        | 製作総指揮     | ミニシリーズ 計10話担当              |
| 2022 | マイク・タイソン Mike                    | 製作総指揮     | ミニシリーズ 計8話担当               |